# Striden går vidare
Striden går vidare är en svensk svartvit dramafilm från 1941 i regi av Gustaf Molander. I huvudrollerna ses Victor Sjöström, Alf Kjellin och Gerd Hagman.

## Handling
Georg Hammar arbetar på Allmänna sjukhuset och är förlovad med den berömde professor Bergs dotter Inga. Men han dras även till sjuksystern Maria som nyligen fått plats på sjukhuset. En patient på sjukhuset avlider efter att en förväxling mellan medicinflaskor skett. Professor Berg beskylls vara huvudansvarig för det hela. 

## Om filmen
Filmen hade premiär på biograf Röda Kvarn vid Biblioteksgatan i Stockholm den 20 oktober 1941. Striden går vidare har visats vid ett flertal tillfällen i SVT.

## Rollista i urval
- Victor Sjöström – professor Andreas Berg, kirurg på Allmänna sjukhuset
- Renée Björling – hans hustru Betty Berg
- Anne-Margrethe Björlin – Inga Berg, deras dotter
- Erik Berglund – doktor Eriksson, underläkare
- Alf Kjellin – doktor Georg Hammar, kirurg
- Gerd Hagman – syster Maria Granberg
- Nils Lundell – Kurre Karlsson, tidningsförsäljare
- Carl Ström – kommissarie Arnell
- Elsa Ebbesen-Thornblad – syster Anna, avdelningssköterska
- Carl Deurell – professor Karlgren
- Kotti Chave – doktor Ström
- Gösta Terserus – doktor Lundin
- Olav Riégo – doktor Fagrell
- Hjördis Petterson – Augusta Sofia Svensson
- Hilda Borgström – fru Hagberg
- Oscar Ljung – Allan "Typen" Hagberg, Hagbergs son
- John Ekman – Lundström, utpressare
- Mona Geijer-Falkner – Bergs husa